# Oderen
Oderen é uma comuna francesa na região administrativa de Grande Leste, no departamento Alto Reno. Estende-se por uma área de 19,14 km². Em 2010 a comuna tinha 1 277 habitantes (densidade: 66,7 hab./km²).